# Ivan Vazov menedékház
Az Ivan Vazov menedékház egy menedékház a Rila-hegységben, 2300 tengerszint feletti magasságban, a Bisztrica patak jobb partján. A Nagy- és a Kis-Kalin csúcsoktól észak-keletre, az Otovica csúcstól dél-nyugatra található.

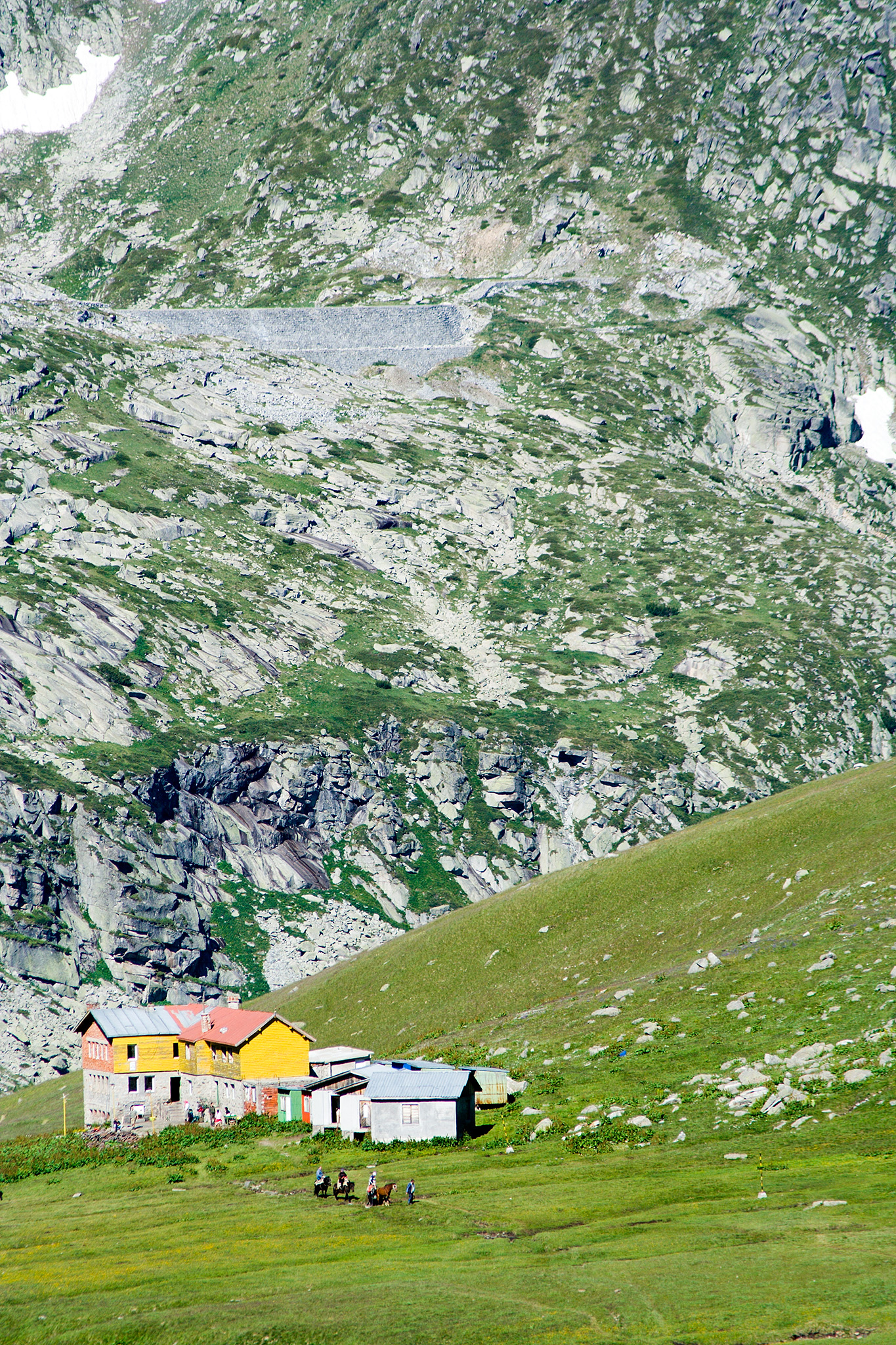
Az Ivan Vazov menedékház, háttérben a Karagyol-tó és a Kalinok fala.

A menedékházat a dupnicai Rilai tavak Turisztikai Egyesület építette Gencso Szkordev építész terve alapján. A kezdetektől fogva az Ivan Vazov menedékház elnevezést viselte. A menedékház 1939 nyarán 27 nap alatt épült fel , az építési költség 190 000 leva volt. Alapterülete ekkor 64 négyzetméter volt, 60 ember befogadására volt képes. 
Az Ivan Vazov menedékház jelenleg egy nagyobb, kétszintes épületből és a szomszédos bungalókból áll, összesen 98 férőhelyes. Meleg konyhával működik, turistakonyha használható, étel és ital kapható. A vizesblokkok a házon belül találhatóak. A villamos áramot napelemek biztosítják.

## Turistaútvonalak
- Otovica menedékház – Ivan Vazov menedékház, 7:30
- Bisztrica falu – Ivan Vazov menedékház, 8:30 (csomaggal)
- Hét tó menedékház – Ivan Vazov menedékház (Razdelnán keresztül), 2:30
- Maljovica menedékház – Ivan Vazov menedékház (Dodov-csúcson keresztül), 5:30
- Rilai kolostor – Ivan Vazov menedékház, 6:00
- Ivan Vazov menedékház – Otovica-csúcs 1:00
- Ivan Vazov menedékház – Damga-csúcs 1:00
- Ivan Vazov menedékház – Nagy-Kalin-csúcs 1:30
- Ivan Vazov menedékház – Karagyol-tó 1:00

## Fordítás
- Ez a szócikk részben vagy egészben  a(z)   Иван Вазов (хижа) című bolgár Wikipédia-szócikk ezen változatának fordításán alapul.  Az eredeti cikk szerkesztőit annak laptörténete sorolja fel. Ez a jelzés csupán a megfogalmazás eredetét és a szerzői jogokat jelzi, nem szolgál a cikkben szereplő információk forrásmegjelöléseként.